# Ardaiz
Ardaiz (en euskera: Ardaitz) es una localidad española de la Comunidad Foral de Navarra perteneciente al municipio de Erro. Se encuentra situada en la Merindad de Sangüesa, en la comarca de Auñamendi y a 24 km de la capital de la comunidad, Pamplona. Su población en 2014 fue de 9 habitantes (INE)
Fue un concejo hasta que este fue extinguido el 25 de octubre de 1990.

## Geografía física

### Situación
La localidad de Ardaiz está situada en la margen izquierda del río Erro, junto a la sierra de Labia. Su término limita al norte con el concejo de Erro, al sur con el de Urricelqui, al este con el de Espoz y al oeste con el de Errea.

## Demografía
| Gráfica de evolución demográfica de Ardaiz entre 2000 y 2013 |
|                                                              |
| Datos según el nomenclátor publicados por el INE.            |